# SA-Sportabzeichen

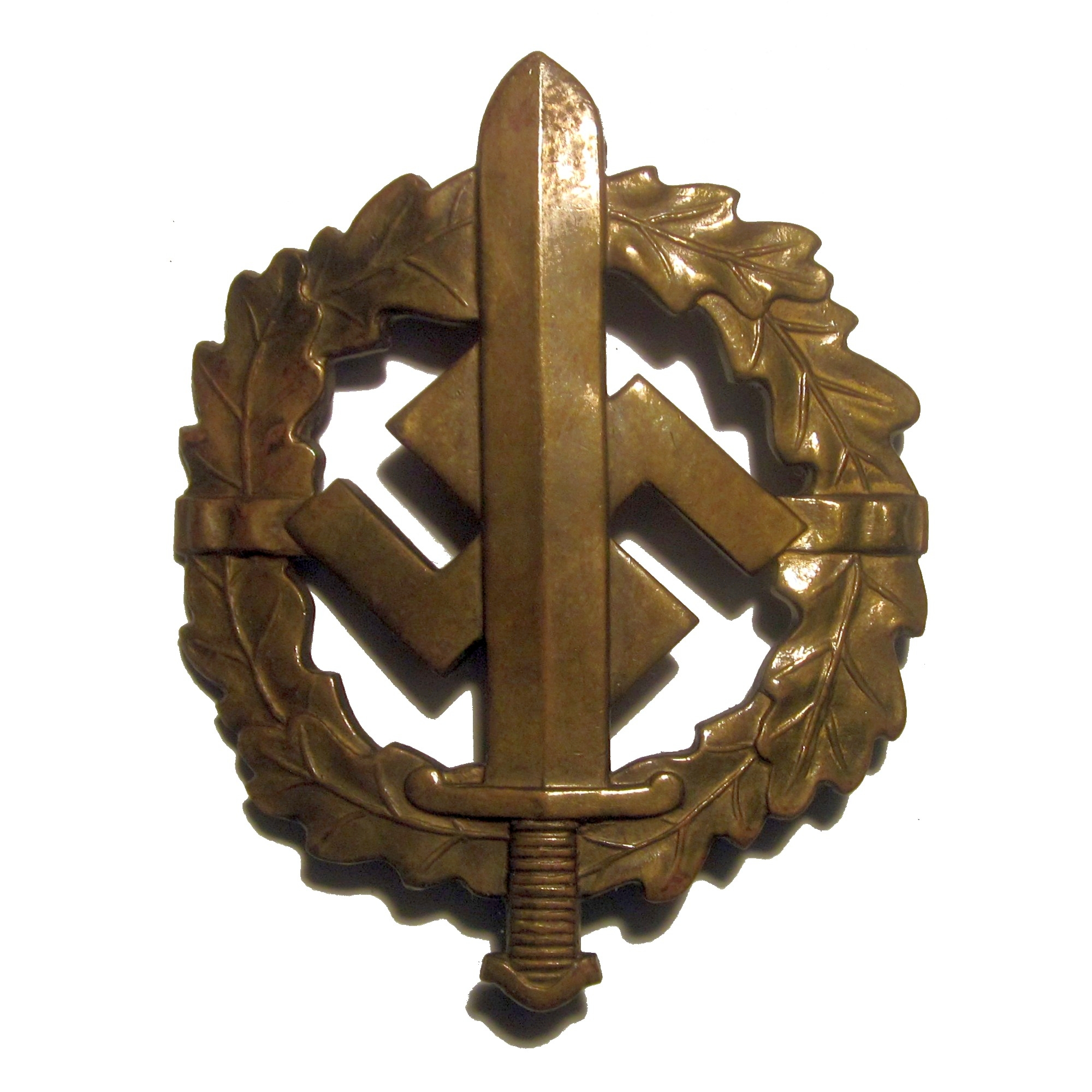
SA-Sportabzeichen in Bronze

Das SA-Sportabzeichen, später umbenannt in SA-Wehrabzeichen, diente in der Zeit des Nationalsozialismus als Auszeichnung für Männer, die sich gemäß der nationalsozialistischen Ideologie zur „Hebung der Volksgesundheit“ sportlich betätigten.
Das Abzeichen zählt in Deutschland zu den verfassungsfeindlichen Propagandamitteln. Sein Herstellen, öffentliches Tragen oder Verbreiten ist verboten und strafbar.

## Im Nationalsozialismus

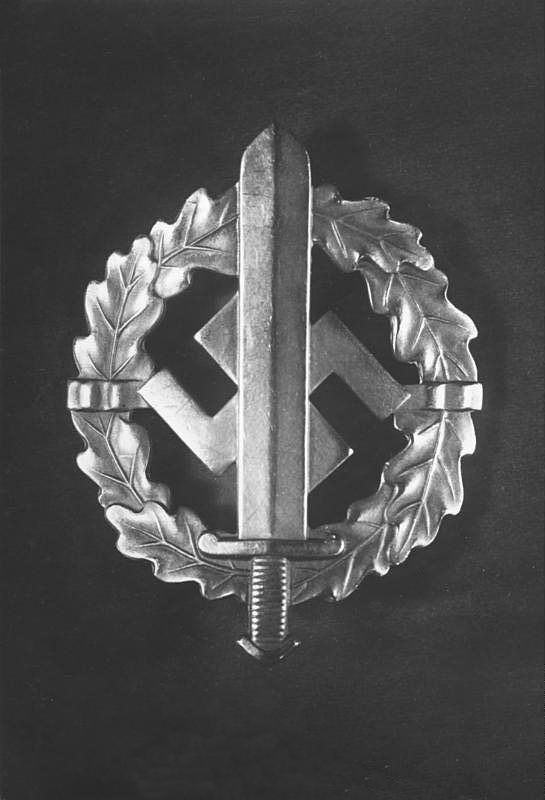
Heute: Verfassungsfeindliches Propagandamittel: SA-Wehrabzeichen

Es sind 1.052.661 Verleihungen bis Februar 1937 bekannt. Das Abzeichen wurde in Bronze, Silber und Gold verliehen. Diese drei Grade waren nicht abhängig vom Alter des Erwerbenden, sondern durch die zu erbringende Leistung definiert. Es konnte zurückgefordert werden, falls der Träger sich nicht dem nationalsozialistischen Ideal gemäß verhielt. Das Abzeichen wurde von Adolf Hitler am 28. November 1933 gestiftet. 
Am 19. Januar 1939 wurde es von Hitler per Erlass zum SA-Wehrabzeichen umbenannt, was seine erzieherische Hauptaufgabe noch deutlicher zum Ausdruck bringt. Damit wurde das Abzeichen vom Sport- zum Leistungsabzeichen. Das Tragen der alten Abzeichen war fortan verboten. Die neue Funktion des SA-Wehrabzeichen als „Grundlage der vor- und nachmilitärischen Wehrerziehung“ wurde Ende Januar 1939 breit in Zeitungen publik gemacht. Die Initiative ging vom Oberbefehlshaber der Wehrmacht aus, die Ausarbeitung erfolgte in Absprache mit den zuständigen Stellen der Wehrmacht. Für die Hitlerjugend (HJ) war die Teilnahme ab 16 vorgeschrieben, für alle anderen, vor allem alle noch Ungedienten, war es „sittliche Pflicht“, die Wehrübungen zu absolvieren. Über 1,5 Millionen kamen dieser Aufforderung 1939 nach.

### Erwerb
Der Erwerb des Abzeichens war bis 1935 an eine Mitgliedschaft in der SA gebunden, am 18. Februar 1935 bestimmte Hitler, dass es auch von Nicht-SA-Mitgliedern erworben und getragen werden darf. Jedoch musste das Training, wenn es nicht innerhalb des SA absolviert wurde, bei bestimmten, unter der Kontrolle der SA stehenden „Geländesport-Arbeitsgemeinschaften“ absolviert werden. Der Bewerber musste zwischen 18 und 35 Jahre alt und nach dem nationalsozialistischen Ideal „wehrwürdig“ sein. Er musste durch eine ärztliche Untersuchung für wehrtauglich befunden worden sein und sein Training durch einen Lehrscheininhaber nachweisen können. Die Ausbildung musste durch einen SA-Führer mit Prüfungsberechtigung beglaubigt werden.
Im Gegensatz zum bronzenen Abzeichen, das eine tatsächliche Sportauszeichnung war, waren die silbernen und goldenen Varianten Abzeichen, deren Erhalt an regelmäßige Wiederholungsübungen gebunden war.

### Prüfungen
Die Leistungsprüfung umfasste drei Gruppen: Leibesübungen (d. h. Leichtathletik), (militärische) Grundübungen und Geländesport. Die einzelnen Gruppen wurden in folgende Übungen unterteilt:

#### Gruppe I Leibesübungen
- Übung 1: 100-m-Lauf,
- Übung 2: Weitsprung mit Anlauf,
- Übung 3: Kugelstoßen (7¼ kg), bestarmig aus dem Kreis von 2,13 m Durchmesser,
- Übung 4: Keulenweitwurf (500 g) als Kernwurf und
- Übung 5: 3000-m-Lauf.

#### Gruppe II Grundübungen
- Übung 6: 25-km-Gepäckmarsch,
- Übung 7: Kleinkaliberschießen 50 m, liegend, aufgelegt,
- Übung 8: Kleinkaliberschießen 50 m, liegend, freihändig,
- Übung 9: Keulen-Zielwurf (500 g); 10 m liegend, 20 m kniend, 30 m stehend in einen Kreis von 4,0 m Durchmesser

(Anm.: Die Keule hat eine ähnliche Form wie die von der Wehrmacht benutzten Stielhandgranaten)

#### Gruppe III Geländesport
- Übung 10: Gelände-Sehen; d. h. erkennen von Zielscheiben („Kopfscheiben“) auf unterschiedl. Entfernungen,
- Übung 11: Orientierung; d. h. Benutzung von Karte und Kompass,
- Übung 12: Geländebeurteilung, „zu beurteilen für Vorgehen eines Spähtrupps“,
- Übung 13: Melden; d. h. mündliche Meldung (etwa 15 Worte, eine Uhrzeit, zwei Ortsnamen, eine Zahl) nach 600 m Weg bzw. 5 min sinngemäß wiedergeben
- Übung 14: Tarnung
- Übung 15: Entfernungsschätzen (bis 100 m, 100–400 m, 400–800 m und seitlich 200 m bei max. 30 % Abweichung) und
- Übung 16: Geländeausnutzung; d. h. Bewegung im Rahmen eines Auftrages
- Außerdem wurde (17.) das allgemeine geländesportliche Verhalten während der Prüfung (Auffassung, Gewandtheit, Frische und Bestimmtheit) beurteilt.

Während die Übungen der Gruppe I im Wesentlichen den Anforderungen eines Sportabzeichens entsprechen, wird der vormilitärische Ausbildungscharakter in den Gruppen II und III sehr deutlich. Die Gruppe III konnte erst nach erfolgreichem bestehen der Gruppen I und II absolviert werden. Für jede Übung der Gruppe I und II war ein bestimmtes Punktesystem sowie bei Gruppe III eine feste Punktzahl bei Bestehen festgelegt.

### Unterschiedliche Typen
Die Abzeichen werden nach den Eigentumszuordnungen in zeitlicher Abfolge mehreren Typen zugeordnet, die sich durch unterschiedliche Prägungen unterscheiden:
Typ 1 wurde von März 1934 bis Januar 1935 mit Matrikelnummer und der Prägung „Eigentum d. Chefs d. Ausbildungswesens“ ausgegeben. Ab Februar 1935 bis Dezember 1938 wurde Typ 2, anfangs noch mit Matrikelnummer, später ohne, und der Prägung „Eigentum d. SA. Sportabzeichen Hauptstelle“, ausgegeben. Typ 3, ab 19. Januar 1939, hatte die Prägung „Eigentum der obersten SA.–Führung“. Typ 4 hatte die Prägung „RZM“ (für Reichszeugmeisterei), Seriennummer M1 und der Herstellernummer.
Sonderformen des Abzeichens waren das SA-Sportabzeichen (Seesport) von 1934 bis 1935 mit aufgelegtem Anker und das SA-Wehrabzeichen für Kriegsversehrte von 1943 bis 1945 mit Wolfsangel unter der Parierstange. Beide Sonderformen richteten sich an einen bestimmten Bewerberkreis und wurden nach abweichenden Regelungen verliehen.

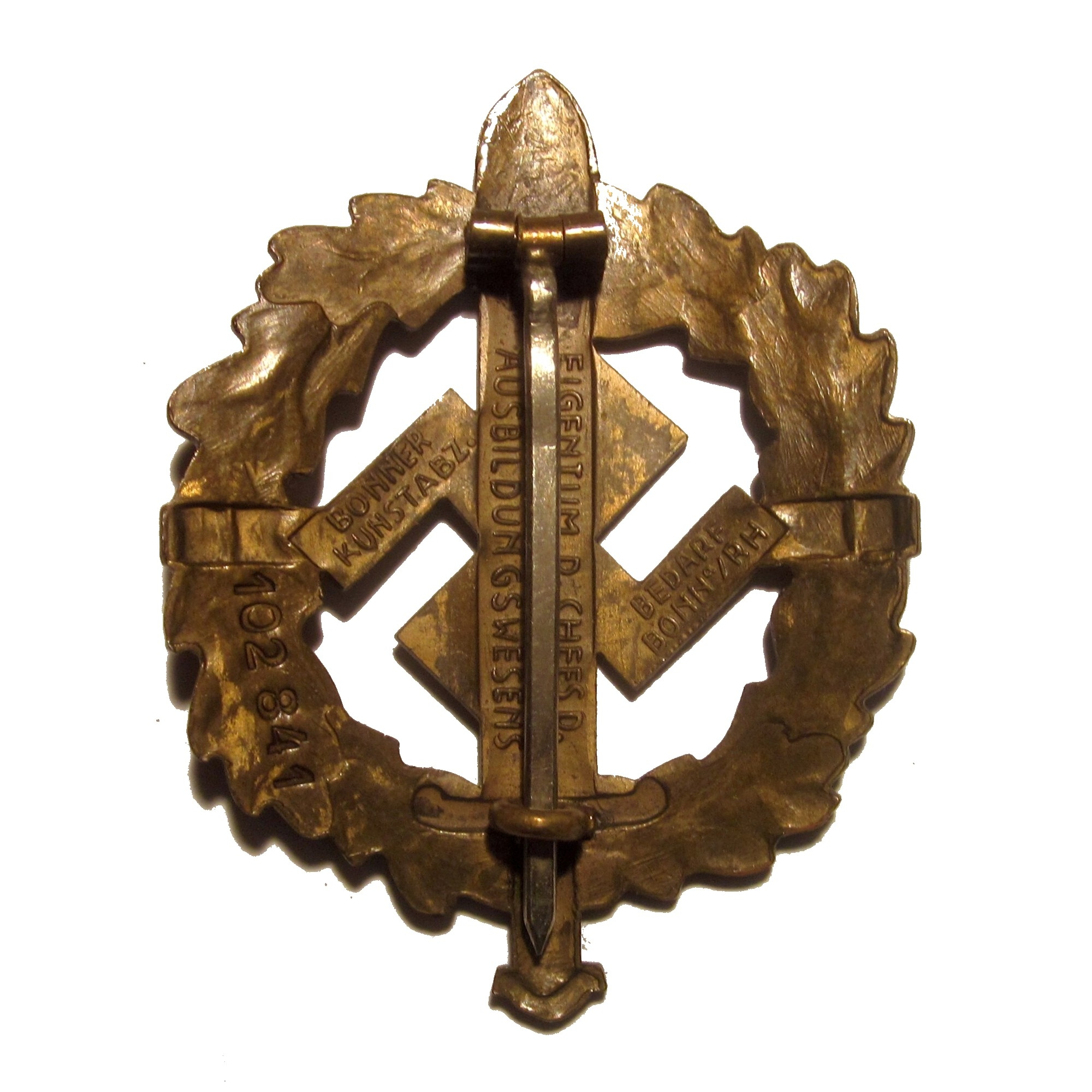
Rückseite Typ 1
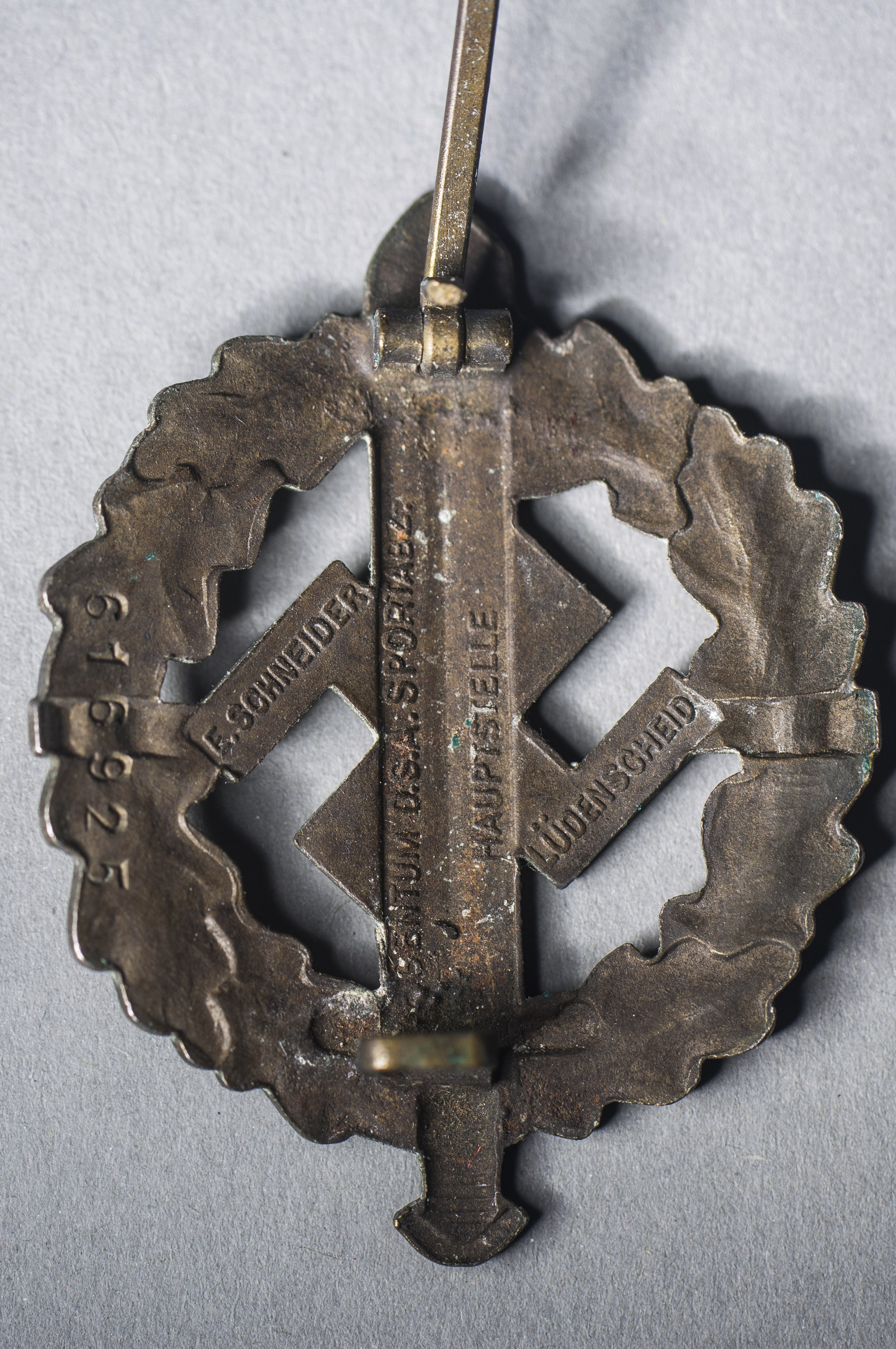
Rückseite Typ 2

## Heute: Verfassungsfeindliches Abzeichen
Das SA-Sportabzeichen bzw. SA-Wehrabzeichen gehört zu den nationalsozialistischen Auszeichnungen, deren Führung in Deutschland nach dem Gesetz über Titel, Orden und Ehrenzeichen vom 26. Juli 1957 in keiner Form zulässig ist.